# Paul Vandermeulen
Paul Joseph Edouard Vandermeulen est un homme politique belge (membre du PVV), né à Tirlemont le 23 juillet 1931 et décédé à Louvain, le 2 mai 2003.
Il fut médecin et président du Landsbond van Liberale Mutualiteiten .
Il fut conseiller communal de Tirlemont et membre de la chambre des Représentants et du sénat.

## Carrière politique
- 1981-1985 : sénateur provincial du Brabant
- 1985-1991 : député fédéral de Louvain
- 1991-1995 : sénateur provincial du Brabant
  - Membre du Conseil flamand